# 팬택 베가 레이서
팬택 스카이 베가 레이서(Pantech SKY Vega Racer)는 팬택이 2011년 6월 10일에 출시한 스마트폰이다. 공급되는 이동통신사 별로 기기의 모양과 색상의 차이가 존재한다.

## 소프트웨어
SK텔레콤용 모델은 안드로이드 2.3.4 진저브레드, 타 통신사는 안드로이드 2.3.3 진저브레드로 출시되었다. 이후 2012년 7월 SKT용 모델을 시작으로 안드로이드 4.0.4 ICS로, 2014년 1월 KT 모델을 시작으로 안드로이드 4.1.2 젤리빈으로 업그레이드 되었다. 다만 CJ헬로비전에서 판매하는 IM-A775C에 대한 젤리빈 업그레이드는 이루어지 않았다.

## 색상
- SK텔레콤: 블랙, 핑크, 화이트
- KT: 블랙, 브라운, 화이트
- 헬로모바일: 블랙, 브라운, 화이트
- LG유플러스: 블랙, 네이비, 화이트

## 출시 및 반응
2011년 6월 10일 출시 후 약 180만대 정도 판매되었고, 이 기록은 현재 팬택 스마트폰 판매 기록 1위를 차지하고 있다.

## 특징

### 듀얼 스피커
스피커를 전면 디스플레이 부분에 모두 위치시켰다. 즉, 기존 타사 제품과 다르게 전화 통화음, 미디어 음성등이 한쪽 스피커에만 들리게 통합시켰다. 또한, 마이크 부분에도 스피커를 장착시켜 더 좋은 음질의 사운드를 얻을 수 있다. 그러나 소리가 분산되어 야외에선 오히려 소리가 작은 문제점이 발생하는 경우가 있다.

### 시크릿 뷰
베가 레이서의 디스플레이에는 화면을 정면에서 보지 않을 경우 화면의 시인성을 떨어트리는 샤프의 Veil View 기술이 적용되었다.

## 문제점
- A770K 모델에서 Wi-Fi가 켜져 있는 상태에서 기기를 잠근 뒤 다시 잠금을 해제할 시 딜레이가 발생하는 버그가 있었다. 펌웨어 버전 v2.17에서 해결되었다.
- 부팅 후 배터리 잔량이 잘못 표시되는 경우가 있다. SKT 단말기를 제외한 통신사들의 단말기는 아이스크림 샌드위치 때 배터리 문제에 대한 수정을 했다.

그리고 SKT도 젤리빈 펌웨어부터 배터리문제가 수정되었으며 KT와 LG기종도 ICS때 배터리표기의 오류가 수정되었다.
- 멀티터치가 최대 4점까지만 지원한다(LGT모델은 5점)
- 기기의 배터리 지속시간이 짧은 편이며 발열이 상당히 심하다.
- 간혹 스피커 부분이 함몰되는 경우가 있다.
- 5GHz 와이파이 대역을 지원하지 않는다. 사실 하드웨어적으로는 지원 가능하지만 실제로는 사용 불가능 하다.

## 경쟁 기종
- KT테크 테이크 야누스
- 삼성 갤럭시 S2
- LG 옵티머스 3D
- LG 프라다 3.0
- HTC EVO 4G +
- HTC 센세이션